# Eleanor Kirk
Eleanor Maria Easterbrook Ames, surnommée Nellie, née le 7 octobre 1831 à Warren (États-Unis) et morte en 1908, mieux connue sous le nom de plume d'Eleanor Kirk, est une écrivaine américaine du XIXe siècle et militante pour les droits des femmes. Elle est l'auteur de plusieurs livres et d'un magazine intitulé Eleanor Kirk's Ideas. Elle est également une collaboratrice régulière de l'hebdomadaire The Revolution fondé par Susan B. Anthony et Elizabeth Cady Stanton, ainsi que de Packard's Monthly.

## Biographie
Eleanor Maria Easterbrook naît à Warren, Rhode Island, le 7 octobre 1831. Elle déménage plus tard à Brooklyn (New York). Sous le nom de plume d'Eleanor Kirk, elle écrit un certain nombre de livres destinés à aider les jeunes écrivains, ainsi qu'une revue intitulée Eleanor Kirk's Ideas. Parmi ses œuvres se trouvent Up Broadway, and its Sequel (New York, 1870), Periodicals that Pay Contributors (Brooklyn ; auto-édité), Information for Authors (Brooklyn, 1888) et comme éditrice, Henry Ward Beecher as a Humorist (New York, 1887), The Beecher Book of Days (New York, 1886) ainsi que Perpetual Youth (1895).
Elle intègre la Working Women's Association (en), fondée en 1868, et en devient la présidente en succédant à Susan B. Anthony.
Elle est membre du Woman's Press Club of New York City (en). Deux fois veuve avant l'âge de 40 ans, elle est mère de cinq enfants. En 1870, le New York Herald déclare qu'elle est « la femme la plus marquante en matière de droits des femmes ». Elle meurt en 1908.

## Eleanor Kirk's Ideas
La publicité qui entoure Eleanor Kirk's Ideas affirme que :
« (...) the editor of this journal has worked out some perplexing problems. Because of this, she desires to show others the processes by which she did her sums. In other words, how to be happy instead of wretched, rich instead of poor, well and strong instead of sick and weak, good looking instead of haggard and ugly. »
« (...) la rédactrice en chef de ce journal a travaillé sur des problèmes déroutants. De ce fait, elle souhaite montrer à d'autres le processus par lequel elle y est parvenue. En d'autres termes, comment être heureux plutôt que malheureux, riche plutôt que pauvre, bien portant et fort au lieu de malade et faible, beau au lieu de hagard et laid. »
Le prix de souscription est d'un dollar par an, chaque exemplaire étant disponible au prix de dix cents. L'adresse de publication de la revue est 696 Green Avenue à Brooklyn dans la ville de New York.

## Publications
Ses oeuvres tombées dans l'oubli sont actuellement rééditées par divers éditeurs, et ce sont les rééditions qui sont listées 
- Information for Authors: Hints and Suggestions Concerning All Kinds of Literary Work, éd. Palala Press, 2016,
- Libra: An Astrological Romance, éd. Palala Press, 2016,
- Choice Recipes: How to Use Fleischmann's Compressed Yeast (Classic Reprint), éd. Forgotten Books, 2016
- Beecher as a Humorist: Selections from the Published Works of Henry Ward Beeche, éd. Palala Press, 2015,
- Up Broadway, and Its Sequel: A Life Story, éd. Forgotten Books, 2015,
- Perpetual Youth, éd. Kessinger Publishing, 2003, rééd. 2010,
- The Influence Of The Zodiac Upon Human Life, éd.  Eleanor Kirk, 1921,
- The Christ of the Red Planet, éd. Publisher Painting Company, 1901,
- The Woman's Way to Health and Beauty , éd.  Eleanor Kirk, 1891

Ses livres sont consultables en ligne

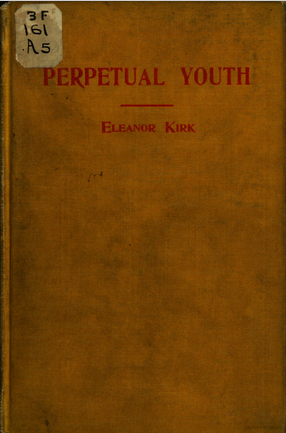
Perpetual Youth.

### Attribution
- Cet article contient des extraits d'une publication dont le contenu se trouve dans le domaine public. Fowler & Wells' The Phrenological Journal and Science of Health (1902)
- Cet article contient des extraits d'une publication dont le contenu se trouve dans le domaine public. F. E. Willard & M. A. R. Livermore's A Woman of the Century: Fourteen Hundred-seventy Biographical Sketches Accompanied by Portraits of Leading American Women in All Walks of Life (1893)